# Josef Flammer

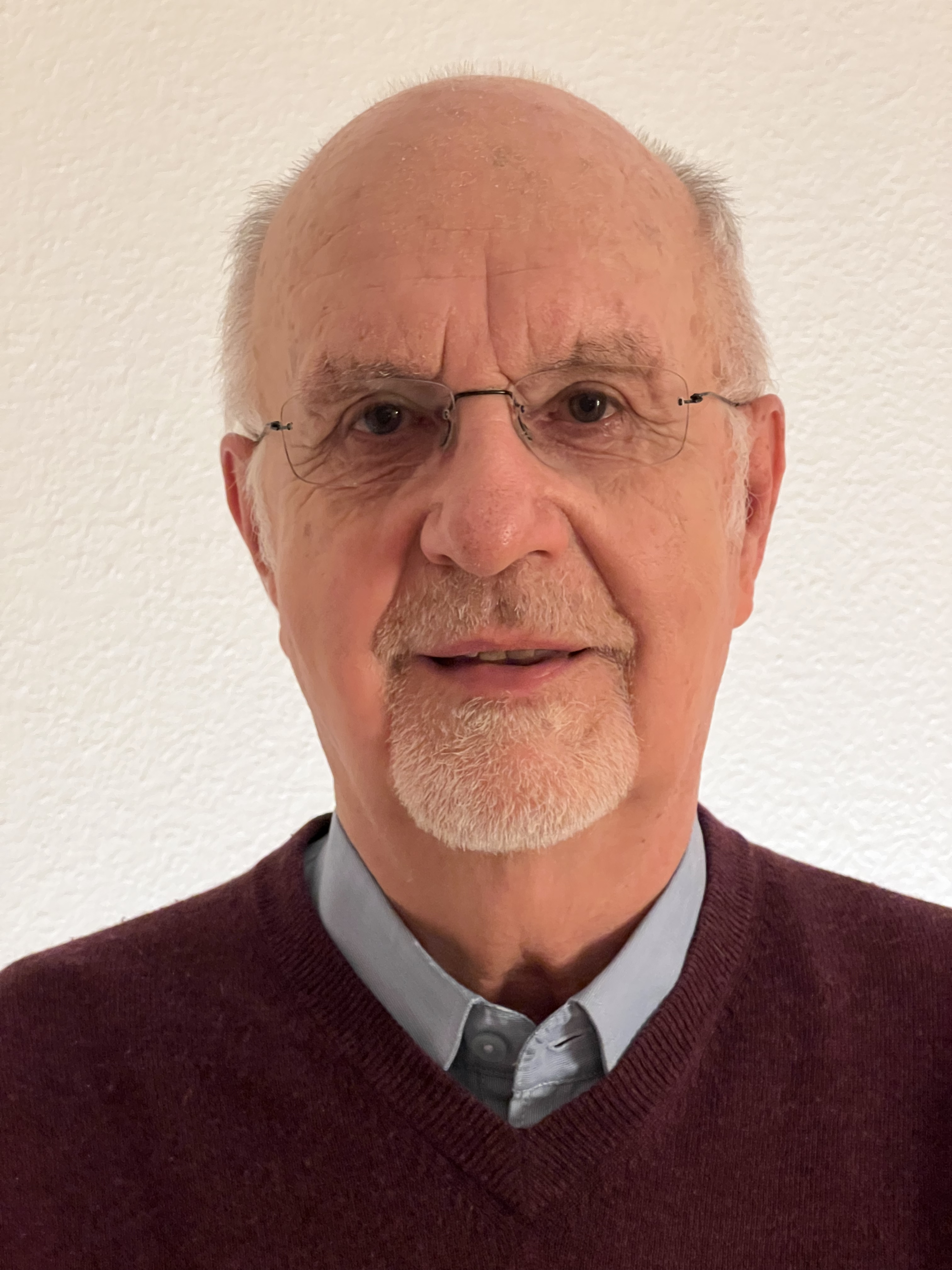
Josef Flammer (2022)

Josef Flammer (* 21. April 1948 in Trungen, Kanton St. Gallen) ist ein Schweizer Augenarzt. Er war langjähriger Direktor des Universitätsspitals Basel. Flammer gilt als einer der wichtigsten Erforscher der Pathogenese und Therapie des Glaukoms und hat ein neues pathogenetisches Konzept des Glaukomschadens entwickelt, bei dem die instabile  Blutversorgung zu einem oxidativen Stress in den Mitochondrien der Zellen in Sehnerv und Netzhaut führt.

## Leben und Ausbildung
Josef Flammer wurde auf einem Bauernhof nahe dem Dorf Bronschhofen im Kanton St. Gallen geboren. Er besuchte die Sekundarschule in Wil und ein Internat in Gossau. 1968 nahm er das Medizinstudium auf, zunächst in Freiburg im Üechtland (Fribourg), dann in Bern. Flammer absolvierte seine Assistenzarztjahre in den Fächern Innere Medizin, Neurologie und Augenheilkunde – für diese entschied er sich letztlich und absolvierte seine Weiterbildung an der Augenklinik der University of British Columbia in Vancouver und an der Augenklinik der Universität Bern. 1984 wurde er zum Oberarzt der Berner Augenklinik berufen, 1987 nahm er den Ruf als Direktor der Universitätsaugenklinik Basel an, der er bis zu seiner Emeritierung im Dezember 2013 vorstand. Flammer, der als Dekan 1995/96 der Medizinischen Fakultät der Universität Basel vorstand, hat als Gastprofessor an Universitäten in Halifax (Kanada), Brescia (Italien) und Warna (Bulgarien) sowie an der Salus University im amerikanischen Bundesstaat Pennsylvania unterrichtet.

## Wissenschaftliches Werk
In seinem wissenschaftlichen wie ärztlichen Wirken war er sehr interdisziplinär ausgerichtet. Der erste Forschungsschwerpunkt war die automatische Perimetrie, für die er die Normalwerte etablierte und die Kurz- und Langzeitfluktuationen sowie die sie beeinflussenden Faktoren beschrieb. Zusammen mit Hans Bebie entwickelte er die für die Diagnose glaukombedingter Gesichtsfeldausfälle wichtige Bebie-Kurve. Als erster Forscher wies Flammer systemische Nebenwirkungen von lokal am Auge (in Form von Augentropfen) eingesetzten Betablockern nach. Später wurde Flammer zu einem wesentlichen Wegbereiter einer Neueinschätzung des Glaukoms (Grüner Star), einer der wichtigsten Erblindungsursachen. Flammer und seine Mitarbeiter fanden, dass die Augendruckschwankung für die Krankheitsentstehung ebenso wichtig ist wie der traditionell als Risikofaktor geltende erhöhte Augeninnendruck. In zahlreichen Forschungsarbeiten zeigte er dann, dass ein Glaukom nicht ausschliesslich durch einen erhöhten oder schwankenden Augeninnendruck hervorgerufen wird, sondern auch  durch eine Fehlregulation der Durchblutung. Diese führt ähnlich wie die Druckschwankungen zur instabilen Sauerstoffversorgung des Auges und damit zu einem oxidativen Stress.  Flammer bemerkte, dass Vasospasmen (krampfartigen Verengungen der Blutgefässe) im Auge eine Manifestation des allgemeinen vasospastischen Syndroms sind und hat als erster Augenarzt Behandlungen mit Calciumantagonisten und mit Magnesium begonnen. Später bemerkte er, dass solche Spasmen lediglich die Spitze des Eisberges einer viel allgemeineren vaskulären Dysregulation sind und dass bei der von ihm benannten primären vaskulären Dysregulation (PVD) auch die Autoregulation des Auges gestört ist. Dies wiederum erhöht das Risiko für Augenerkrankung, insbesondere für das Normaldruckglaukom. Schliesslich bemerkte er, dass Leute mit  einer primären vaskulären Dysregulation weitere Symptome und Zeichen haben; dies führte zur Beschreibung des nach ihm benannten Flammer-Syndroms.  Weiter zeigte er die Rolle der arteriellen Hypotonie beim Glaukom und erkannte, dass die Papillenrandblutungen ein Ausdruck einer Barriere-Störung der Netzhautgefässe sind. Flammer zeigte die Zusammenhänge zwischen Augen- und Herzerkrankungen und dass Augenerkrankungen selten isoliert auftreten, sondern meist Ausdruck einer allgemeinen Erkrankung sind, was zum Begriff „sick eye in a sick body“ führte. In zahlreichen Laborstudien zeigte er die Rolle von Endothelin und Stickoxiden für die Augendurchblutung. Erhöhte Produktion von Endothelin bei Allgemeinerkrankungen, insbesondere Autoimmunerkrankungen führt dieser Endothelinanstieg zur Minderdurchblutung des Auges, eine Situation die nach Flammer als sekundäre Dysregulation bezeichnet wird. Ein derzeitiger Forschungsschwerpunkt Flammers sind krankhafte Veränderungen an den Venen in der Netzhaut des Auges, vor allem die plötzlichen und für die Patienten zu akutem Sehverlust führenden Verschlüsse dieser Blutgefässe. Er hat ferner die Rolle der Durchblutung des Auges bei der Retinopathia pigmentosa beschrieben.

## Publizistik und Fortbildung
Neben Hunderten von Originalarbeiten schrieb Flammer mehrere Bücher. Neben seinem Basic Sciences in Ophthalmology ist das wohl bekannteste Buch von ihm eine Beschreibung des Glaukoms in einer für Laien verständlichen Sprache. Es ist unterdessen in 22 Sprachen und 30 verschiedenen Editionen erschienen und gilt somit als das weltweit meistverbreitete Sachbuch zu dieser Augenerkrankung.
Die Basler Augenklinik veranstaltet, wie von Flammer eingeführt, alljährlich einen der profiliertesten Fortbildungskongresse für Augenärzte in Europa, das Basler Glaucoma-Meeting.
Im September 2019 leitete Flammer als Präsident den ersten grösseren internationalen Kongress zum Thema Okulärer Blutfluss in Rigi Kaltbad.

## Auszeichnungen (Auswahl)
- 1984 International Chibret Award, Helsinki (Finnland)
- 1985 Alfred Vogt Award, St. Moritz (Schweiz)
- 1991 Alcon Award, Fort Worth (Texas, USA)
- 1996 Montgomery Award, Dublin (Irland)
- 2001 William MacKenzie Award, Glasgow (Schottland)
- 2002 Poster Award der Schweizer Ophthalmologischen Gesellschaft, Luzern (Schweiz)
- 2003 Ehrenmitgliedschaft der Tschechischen Ophthalmologischen Gesellschaft, Prag (Tschechische Republik)
- 2003 Ehrengast, Nobelpreisträgertreffen, Lindau
- 2006 Goldmedaille der Saudi-Arabischen Ophthalmologischen Gesellschaft, Riyhad (Saudi-Arabien)
- 2010 Georg Bartisch Glaukomforschungspreis, Dresden
- 2010 Invited Professor, University of Brescia (Italy)
- 2012 Professor Faculty in Biomedicine, Salus University, Pennsylvania, USA
- 2014 Invited keynote lecturer EPMA Summit, Milano
- 2014 Invited keynote lecturer European Glaucoma Society
- 2017 EPMA Award der Europäischen Gesellschaft für prädiktive, präventive und personalisierte Medizin
- 2018 Fankhauser Award, Basel

## Schriften
- mit K. Konieczka: Phänomenologie und klinische Bedeutung des Flammer-Syndroms. In: Klinische Monatsblätter für Augenheilkunde. Band 233, 2016, S. 1331–1336.
- mit Maneli Mozaffarieh und Hans Bebie: Basic Sciences in Ophthalmology: Physics and Chemistry. Springer, Heidelberg / New York 2013, ISBN 978-3-642-32260-0.
- mit A. Cybulska-Heinrich und M. Mozaffarieh: Stellenwert der "nicht Augendruck senkenden Glaukomtherapie. Value of Non-IOP Lowering Therapy for Glaucoma. In: Klin Monatsbl Augenheilkd. Band 230, 2013, S. 114–119.
- mit K. Konieczka, R. M. Bruno, A. Virdis, A. J. Flammer und S. Taddei: The eye and the heart. In: Eur Heart J. Band 34, 2013, S. 1270–1278.
- M. Mozaffarieh, J. Flammer: New insights in the pathogenesis and treatment of normal tension glaucoma. In: Curr Opin Pharmacol. 2012.
- The role of ocular blood flow in the pathogenesis of glaucomatous damage. In: US Ophthalmic Review. Band 4, Nr. 2, 2011, S. 84–87.
- Glaukom. Ein Handbuch für Betroffene. Eine Einführung für Interessierte. Ein Nachschlagewerk für Eilige. 3. Auflage. Verlag Hans Huber, Bern 2009, ISBN 978-3-456-84677-4.
- mit Maneli Mozzafarieh: Ocular Blood Flow and Glaucomatous Optic Neuropathy. Springer, Heidelberg / New York 2009, ISBN 978-3-540-69442-7.
- mit Stephan Fraenkl und Maneli Mozaffarieh: Retinal vein occlusions: The potential impact of a dysregulation of the retinal veins. In: EPMA Journal. Band 1, 2010, S. 253–261.

## Fussnoten
1. ↑  A. Haas, J. Flammer, U. Schneider: Influence of age on the visual fields of normal subjects. In: Am J Ophthalmol. Band 101, 1986, S. 199–203.
2. ↑  J. Flammer, S. M. Drance, M. Zulauf: Differential light threshold. Short- and long-term fluctuation in patients with glaucoma, normal controls and patients with suspected glaucoma. In: Arch Ophthalmol. Band 102, 1984, S. 704–706.
3. ↑  J. Flammer, S. M. Drance, F. Fankhauser, L. Augustiny: The differential light threshold in automatic static perimetry. Factors influencing short-term fluctuation. In: Arch Ophthalmol. Band 102, 1984, S. 876–879.
4. ↑  H. Bebié, J. Flammer, Th. Bebié: The cumulative defect curve: separation of local and diffuse components of visual field damage. In: Graefe's Arch Clin Exp Ophthalmol. Band 227, 1989, S. 9–12.
5. ↑  J. Flammer, D. Barth: Kardiovaskuläre Effekte bei lokal appliziertem Timolol. In: Klin Monatsbl Augenheilk. Band 176, 1980, S. 561–565.
6. ↑  P. Niesel, J. Flammer: Correlations between intraocular pressure, visual field and acuity, based on 11 years observations of treated chronic glaucomas. In: Int Ophthalmol. Band 3, 1980, S. 31–35.
7. ↑  J. Flammer, I. O. Haefliger, S. Orgül, T. Resink: Vascular dysregulation: a principal risk factor for glaucomatous damage? In: J Glaucoma. Band 8, 1999, S. 212–219.
8. ↑  J. Flammer, M. Mozaffarieh: What is the present pathogenetic concept of glaucomatous optic neuropathy? In: Surv Ophthalmol. Band 52, Suppl 2, 2007, S. S162–S173.
9. ↑  J. Flammer, U. Guthauser: Behandlung chorioidaler Vasospasmen mit Kalziumantagonisten. In: Klin Monatsbl Augenheilk. Band 190, 1987, S. 299–300.
10. ↑  J. Flammer, K. Konieczka, A. J. Flammer: The primary vascular dysregulation syndrome: implications for eye diseases. In: EPMA. Band 4, Nr. 1, 7. Jun 2013, S. 14.
11. ↑  M. C. Grieshaber, J. Flammer: Does the blood-brain barrier play a role in glaucoma? In: Surv Ophthalmol. Band 52, Suppl 2, Nov 2007, S. S115–S121.
12. ↑  J. Flammer, M. Mozaffarieh: What is the present pathogenetic concept of glaucomatous optic neuropathy? In: Surv Ophthalmol. Band 52, Suppl 2, 2007, S. S162–S173.
13. ↑  J. Flammer, K. Konieczka, R. M. Bruno, A. Virdis, A. J. Flammer, S. Taddei: The eye and the heart. In: Eur Heart J. Band 34, 2013, S. 1270–1278.
14. ↑  M. Pache, J. Flammer: A Sick Eye in a Sick Body? Systemic Findings in Patients with Primary Open-angle Glaucoma. In: Surv Ophthalmol. Band 51, Nr. 3, 2006, S. 179–212.
15. ↑  I. O. Haefliger, J. Flammer, J-L. Bény, Th. Lüscher: Endothelium-dependent vasoactive modulation in the ophthalmic circulation. In: Prog Retin Eye Res. Band 20, 2001, S. 209–225.
16. ↑  Stephan A. Fraenkl, Maneli Mozaffarieh, Josef Flammer: Retinal vein occlusions: The potential impact  of a dysregulation of the retinal veins. In: EPMA J. Band 1, 2010, S. 253–261.
17. ↑  J. Flammer, K. Konieczka: Retinal venous pressure: the role of endothelin. In: EPMA Journal. Band 6, 2015, S. 21.
18. ↑  K. Konieczka, A. J. Flammer, M. Todorova, P. Meyer, J. Flammer: Retinitis pigmentosa and ocular blood flow. In: EPMA J. Band 3, Nr. 1, 3. Dez 2012, S. 17. doi:10.1186/1878-5085-3-17.
19. ↑  Josef Flammer: Glaukom. Ein Handbuch für Betroffene. Eine Einführung für Interessierte. Ein Nachschlagewerk für Eilige. 3. Auflage. Verlag Hans Huber, Bern 2009, ISBN 978-3-456-84677-4.
20. ↑  Glaucoma Meeting
21. ↑  obfsummit.com

| Personendaten    | Personendaten                                                  |
| ---------------- | -------------------------------------------------------------- |
| NAME             | Flammer, Josef                                                 |
| KURZBESCHREIBUNG | Schweizer Augenarzt und Direktor des Universitätsspitals Basel |
| GEBURTSDATUM     | 21. April 1948                                                 |
| GEBURTSORT       | Trungen, Kanton St. Gallen                                     |